# 异性恋
異性戀（英語：Heterosexuality）亦稱為異戀（異戀性向）、異性向、異性爱，一般指對異性（包括生理性別及性別認同為當事人的異性）產生愛慕感、能與之建立浪漫關係，或認為異性擁有性吸引力的一種現象。把異性戀視作性傾向時，其定義則為「一種對異性產生的持久情感、喜愛、愛情和/或性吸引力的模式」；它「亦指人的一種性認同——該認同依據這些因素而作出：受到異性吸引、相關行為、其他同樣受到異性吸引的人所組成的群體」。異性戀在某些情況下會被稱為「直」。
它是三大主要性傾向分類之一，與双性恋、同性戀並列於性取向連續體之內。社會大多數人都是異性戀者，不論其文化如何。而異性性行為是迄今为止最常见的性行為类型。
科學界尚未確切了解性取向的形成原因，不過他們相信性取向是由基因、激素和環境的共同作用所促成，且不認為它是一種選擇。儘管並沒有一個有關性取向成因的理論得到科學界廣泛支持，但他們仍偏向支持有生物性基礎的理論。與社會性因子相比，相對較多證據支持性傾向的生物性因子。
儘管異性戀一詞在大多情況下皆用在人類身上，但很多動物皆有表現出異性戀行為，因為其是有性生殖所必須的。

## 用詞
「Hetero-」 一詞源自希腊语「ἕτερος」（héteros），即「他者」或「他人」。在科學應用上，「Hetero-」此一前綴即解作「不同」。
當今對於「heterosexual」的應用源於19世紀的人格分類學。卡尔·玛丽亚·克尔特贝尼於1869年創造了「heterosexual」和「homosexual」（同性戀）這兩個字詞。在十九世纪末，沒什麼人會使用這兩個字詞，直到理查德·克拉夫特·埃賓和艾伯特·莫尔於1890年左右重新引入之，有關情況才得以改變。從1920年代早期開始，不少專著皆會採用該一名詞 ，但大眾在1960年代開始才廣泛應用之。俗稱「hetero」最早可追溯到1933年。而抽象名词「heterosexuality」則最早見於1900年。「heterosexual」 一詞亦收錄於梅里厄姆-韦伯斯特的1923年版《新國際詞典》（New International Dictionary），當中視之為一個醫學用語，指的是「對於異性的病态迷戀」；不過在1934年推出的「第二版（未刪節本）」當中，其定義為「對於異性的性激情體現；正常的性」 。
在非正式場合下，該一用詞可簡寫成「hetero」。「直人」一詞則始於20世紀中期的LGBT用語，用於形容異性戀者。它源自「走直路」（暗指停止同性戀行為）此一短語，作家J.W.亨利於1941年以此一方式使用「走直路」一詞，使之成為此一用語的首批使用者。亨利的书包含了与男同性恋者的对话，當中「走直路」是用於形容那些被指已脫離同性戀的人。不過到了當今，其則已變成表示某人是異性戀者的通俗用語。有些人反对「直人」等用語，因為它們在暗示非異性戀者都是「走歪路」。

## 人口統計
貝利（Bailey）等人在2016年發表了一篇綜述，於當中估計指「在所有文化中，絕大多數人都認為只有異性才有性吸引力（即異性戀）」，而且「性取向人口統計會隨著時間地點而出現很大差異」的說法沒有得到令人說服的證據證明。 一男一女之間的異性性行為仍是最為普遍的性社交（sociosexual）行為。
根據主流研究的結果，89-98%的人在其一生中只跟異性有過性接觸，但若受訪者報稱受到同性所吸引或進行過同性性行為時，這一數字便會跌至79–84%。
在一項1992年發表的研究中，93.9%的英國男性報稱他只有異性戀經驗。在法國，則有95.9%的男性如此表示。根據2008年的一項調查，85%的英国人只跟異性有過性接觸，94%自我認同為異性戀者。英国国家统计署於2010年的調査發現，95%的英国人自我認同為異性戀者，1.5%自認為雙性戀者或同性戀者，3.5%則給出了其他的答案，像是「不知道」、「其他」，乃至不回答。威廉斯研究所於2011年4月就美國的情況發表了一份報告，當中指96%的成年人口（亦即約2.5亿人）為異性戀者。
蓋洛普於2012年10月發表了一項前所未有的人口统计信息，當中顯示96.6%的美國成年人自認為異性戀者（误差率为±1%）。其結果如下：
| 年齡/性別   | 異性戀 | 非異性戀 | 不知道/拒絕回答 |
| ----------- | ------ | -------- | --------------- |
| 18–29       | 90.1%  | 6.4%     | 3.5%            |
| 30–49       | 93.6%  | 3.2%     | 3.2%            |
| 50–64       | 93.1%  | 2.6%     | 4.3%            |
| 65+         | 91.5%  | 1.9%     | 6.5%            |
|             |        |          |                 |
| 18–29，女性 | 88.0%  | 8.3%     | 3.8%            |
| 18–29，男性 | 92.1%  | 4.6%     | 3.3%            |

YouGov於2015年訪問了美國1,000名成年人，受訪者當中有89%自認為異性戀者，4%自認為同性戀者（2%自認為男同志，另外2%自認為女同志），4%自認為雙性戀者。
貝利等人於2016年的綜述中寫道，在近來的西方調查當中，約93%的男性和87%的女性自認為絕對的異性戀者，約4%的男性和10%的女性自認為「大多是」異性戀者。

## 學術研究

### 生物學與環境
人類的性取向並不由某個單一因素決定，反之科学家认为它由基因、激素和環境的共同作用所促成。他們仍偏向支持有生物性基礎的理論，因為與社會性因子相比，相對較多證據支持性傾向的生物性因子，對於男性的情況而言更是如此。
異性戀傾向的形成因子有基因、產前激素、腦部結構、這些因子與環境的互動。

#### 產前激素
研究者已對腦部男性化的神經生物機轉進行了不少研究。5α還原酶會把雌二醇和睾酮催化成双氢睾酮，其在腦部扮演着雄激素受体的角色，使之男性化。若某人的雄激素受體過少（雄性素不敏感症候群患者）或雄激素过多（患有先天性腎上腺增生症的女性），那麼其生心理皆會受到影響。部分研究認為異性戀男性和異性戀女性皆為此一過程之結果。 在这些研究中，女同性戀者的男性化程度比起女異性戀者為高。而有關異性戀男性的研究結果則出現矛盾。有些研究顯示其男性化程度比男同性戀者為高，亦有的顯示較低的男性化水平。

#### 動物與繁殖
動物界以異性性行為的方式來進行有性生殖，不過也有些動物會進行无性生殖，後者的例子有原生動物、較低等的无脊椎动物。
異性戀取向並不是進行繁殖所必須的，因為性取向指的是自身長期在性和情感上偏好於特定性別的模式，而這常會使人建立長久的社會紐帶；而繁殖則只需要以精子去為卵子受精。

### 性向認同流動
性取向和性取向认同在很多時候並沒有好好區分開來，而這點可以影響研究者能否準確評估當事人的性向認同，以及性取向能否改變；性向认同可以在人的一生中出現變化，而其可符合，亦可不符合當事人的生物性別、性行為、實際的性取向。性取向則為恆定的，絕大多數人的性取向不會出現任何變化 。不過仍有研究顯示一些人的性取向確會出現改變，女性比男性更容易出現這種情況。美国心理学会把性取向（認為特定性別具有恆久的吸引力）和性向認同（在某人一生中可出現變化）區分開來
2012年的一项研究发现，在2,560名成年研究對象中，有2%的人在10年後報稱性向认同出現了變化。就男性的情況而言，0.78%過去自認為異性戀者，9.52%自認為同性戀者，47%自認為雙性戀者的人士出現了性向认同上的改變。女性則有1.36%過去自認為異性戀者，63.6%自認為同性戀者，64.7%自認為雙性戀者的人士出現了某種認同上的改變。
丽莎·M·戴蒙德在一項2年跨度的研究中研究了80名非異性戀的青少年女性（16-23歲），結果顯示過半研究對象不只一次地改變了自己的性向認同。其中三分之一在兩年的追蹤內改變了自身的性向認向。戴蒙德總結道：「儘管（特定性別對於對象的）吸引力是相對穩定的，但性认同和行为则有着更多的流动性」。
異性戀為主是一種性取向或境遇性性行为，其特徵為少量同性性行為，再配上大多為異性戀的取向。此一特點使之跟雙性戀區分開來。研究者已把之歸作「大多是直的」。

### 改變性取向的嘗試
改變性取向的嘗試是指旨在改變性取向的方法，它們一般用以將雙性戀者或同性戀者轉化成異性戀者。科學家和精神健康專家大多並不會視性取向為一種選擇。沒有足夠科學嚴謹的研究證明改變性取向的嘗試是有效的。

## 社會文化

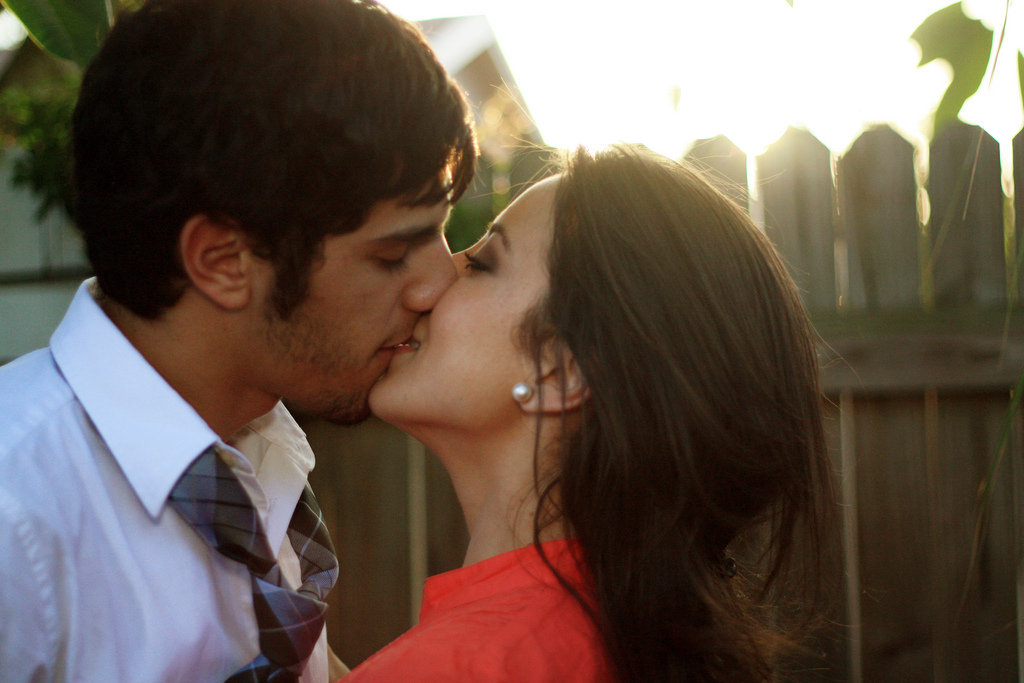
一對親密的異性伴侶

核心家庭以一男一女所結成的亲密关系為中心。縱觀歷史，許多社會都會要求伴侶在成家前結婚，但這一規則的執行或遵守情況卻有著很多差異。

### 符號

一個異性戀符號

異性戀符號可追溯至人類的早期文物，比如性别符号、儀式上的生育雕刻、史前藝術。之後有關符號亦可見於生育禮和多神崇拜，它們一般像印度教的林伽般，包含人類的生殖器圖像。當代的異性戀符號仍然以這些傳統信仰為基礎。其中一個符號包含了羅馬戰神玛尔斯和愛與美之女神维纳斯兩者的象徵——分別代表男女兩方，以及相應的氣質。此一符號的Unicode字符為⚤（U+26A4）。

### 歷史學觀點
若沒有其他性取向作對照物，那麼異性戀一詞則沒有需要創造出來。乔纳森·内德·卡茨（Jonathan Ned Katz）将當今對於异性恋的定义追溯到19世纪末。根據卡茨的觀點，维多利亚时代的人只將性當作繁殖的一種手段，兩性的性關係並不那麼公开。身體則只是為了繁殖而存在的工具——「當時的人認為人的能量是封閉和嚴重受限的，故此與把之浪費在性享樂上相比，倒不如花多點時間於生兒育女和工作上」、
卡茨認為當代對於性和情色性的觀念始於19世紀後期的德美兩國。不断变化的经济和「家庭從生產者轉變成消費者」，致使價值觀出現改變。在維多利亞時代行之有效的倫理觀開始出現變化，快樂成為一項擁有很高價值的事物，這使得人類性觀念亦有所變化。消费者文化為情色創造了市場、快樂則成了一項商品。同時醫師在性議題上更有影響力。他們把「正常的愛」放在醫學框架下看待。按他們的定義，「正常的愛」是「男女关系新理想的一部分，其中包括基本的、必要的、正常的情欲」。「維多利亞性變態」則為其反面——即任何不遵守性規範者。他們把健康正常的性吸引定為僅存於兩性之間。「對於性反常的關注，產生給正常的性命名的需求，以更好地將他或她的『一般性』，跟它的『反常性』區分開來」。

### 宗教觀點
犹太-基督教的典籍中，有幾段經文跟異性戀有關。《創世記》上寫道，神創造女人是因為「那人獨居不好、我要爲他造一個配偶幫助他。」（創世記2章第18節），因此「人要離開父母、與妻子連合、二人成爲一體。」（創世記2章第24節）。
世上很多宗教皆對異性婚姻持寬容態度，但當中亦有例外，比如某些佛教和印度教派別、一神普救派、大都會社群教會、一些普世圣公宗教区、一些貴格會、加拿大联合教会、猶太教內的改革派和保守派 。
儘管幾乎所有宗教皆容許一男一女在符合教義的情況下進行性行為，但亦有少數認為這是一種罪惡，比如震教徒、和諧協會、埃弗拉塔修道院。它們認為所有形式的性關係皆為罪惡，並提倡獨身。一些宗教認為只有擔任某些特定職位的人才需要獨身，比如天主教教士。不過天主教會認為異性婚姻是神圣而必要的。

### 异性恋本位與异性恋主义

此一標誌經常印於直人骄傲T恤上

异性恋本位是一種提倡异性恋是人们正常或首选性取向的世界觀。它對於男女的性別角色有一定固化作用。迈克尔·华纳於1991年使此一用詞更廣為人知。很多性與性別研究者認為強迫异性恋為异性恋本位的一個面向。強迫异性恋是指一種想法，其認為「父权社会假定或強迫女性們一定要成為異性戀者」。在這種社會底下，人們會將异性恋视为两性的自然倾向或义务。
异性恋主义是一種偏袒於異性關係的偏見或歧視。假定每個人都是異性戀者，乃至歧視同性戀者、無性戀者、異性戀為主者、跨性別者、非二元性別者，都可能屬於异性恋主义。
直人骄傲是一句於1980年代後期至1990年代早期興起的口號。社会保守主义者經常把之當作一種政見或政治策略使用。 評論家指此一用語是用於回應LGBT人士於1970年代早期開始採用的「同志骄傲」。

## 延伸閲讀
- LeVay, Simon. Gay, Straight, and the Reason Why: The Science of Sexual Orientation, Oxford University Press, 2017
- Johnson, P. (2005) Love, Heterosexuality and Society. London: Routledge
- Answers to Your Questions About Sexual Orientation and Homosexuality. （页面存档备份，存于） American Psychiatric Association.
- Bohan, Janis S., Psychology and Sexual Orientation: Coming to Terms, Routledge, 1996 ISBN 0-415-91514-7
- Kinsey, Alfred C., et al., Sexual Behavior in the Human Male. Indiana University Press. ISBN 0-253-33412-8
- Kinsey, Alfred C., et al., Sexual Behavior in the Human Female. Indiana University Press. ISBN 0-253-33411-X

## 外部連結
- Keel, Robert O., Heterosexual Deviance （页面存档备份，存于）. (Goode, 1994, chapter 8, and Chapter 9, 6th edition, 2001.) Sociology of Deviant Behavior: FS 2003, University of Missouri–St. Louis.
- Coleman, Thomas F., What's Wrong with Excluding Heterosexual Couples from Domestic Partner Benefits Programs? （页面存档备份，存于） Unmarried America （页面存档备份，存于）, American Association for Single People.